# Fuerza Aérea y Defensa Aérea del Ejército Popular Nacional
La Fuerza Aérea del Ejército Popular Nacional (en alemán: Luftstreitkräfte der Nationalen Volksarmee, abreviada: Luftstreitkräfte der NVA) fue el arma aérea del Ejército Popular Nacional (NVA) de la República Democrática Alemana (RDA). Fue fundada en 1956, después de la entrada de la RDA en la alianza militar del Pacto de Varsovia, sobre la base de las antiguas unidades aéreas de la Policía Popular Alemana formadas en 1950. En 1957, la fuerza aérea fue combinada con la Defensa Aérea (Luftverteidigung), que operaba misiles antiaéreos y sistemas de seguimiento en bases terrestres. Su cuartel general estaba ubicado en Strausberg.
Estaba previsto el establecimiento de 3 divisiones aéreas de caza, una división con aviones de ataque y una división antiaérea. Sin embargo, finalmente solo fueron creadas dos divisiones aéreas y una Flak-Division. La Luftstreitkräfte desapareció tras la reunificación alemana, en 1990. El nombre completo del servicio combinado era Fuerza Aérea / Defensa Aérea (Luftstreitkräfte / Luftverteidigung, abreviado como LSK/LV).

## Tradición
El nombre «Luftstreitkräfte» fue el nombre utilizado por el cuerpo de aviación del Imperio alemán entre 1910 y el final de la Primera Guerra Mundial en 1918 (en cambio, la fuerza aérea de la República Federal Alemana adoptó el nombre de «Luftwaffe», utilizado por la fuerza aérea de la Alemania nazi desde 1935 hasta el final de la Segunda Guerra Mundial).
Las aeronaves de la Luftstreitkräfte/Luftverteidigung eran marcadas con un símbolo en forma de diamante dividido en una franjas verticales: negra, roja y amarilla, correspondientes a las de la bandera alemana; en el centro del diamante estaba el escudo de Alemania Democrática: un martillo y un compás rodeados por una corona de grano dorado. El símbolo se diferenciaba mucho del de Alemania Federal, que muestra una estilizada Cruz de Hierro.
Los uniformes de las dos fuerzas aéreas alemanas eran también diferentes: siguiendo una tradición más antigua de Alemania, los uniformes de la Luftstreitkräfte/Luftverteidigung eran gris piedra (como los utilizados por las Fuerzas Terrestres) modificados por la insignia distintiva azul (similar en estilo, pero no en color, a los grados de la Luftwaffe de la SGM) y los ribetes. Los uniformes de la otra Alemania, por el contrario, eran azules con la insignia amarilla y más de cerca el modelo de los usados por el personal de la Luftwaffe durante la SGM.

## Equipamiento

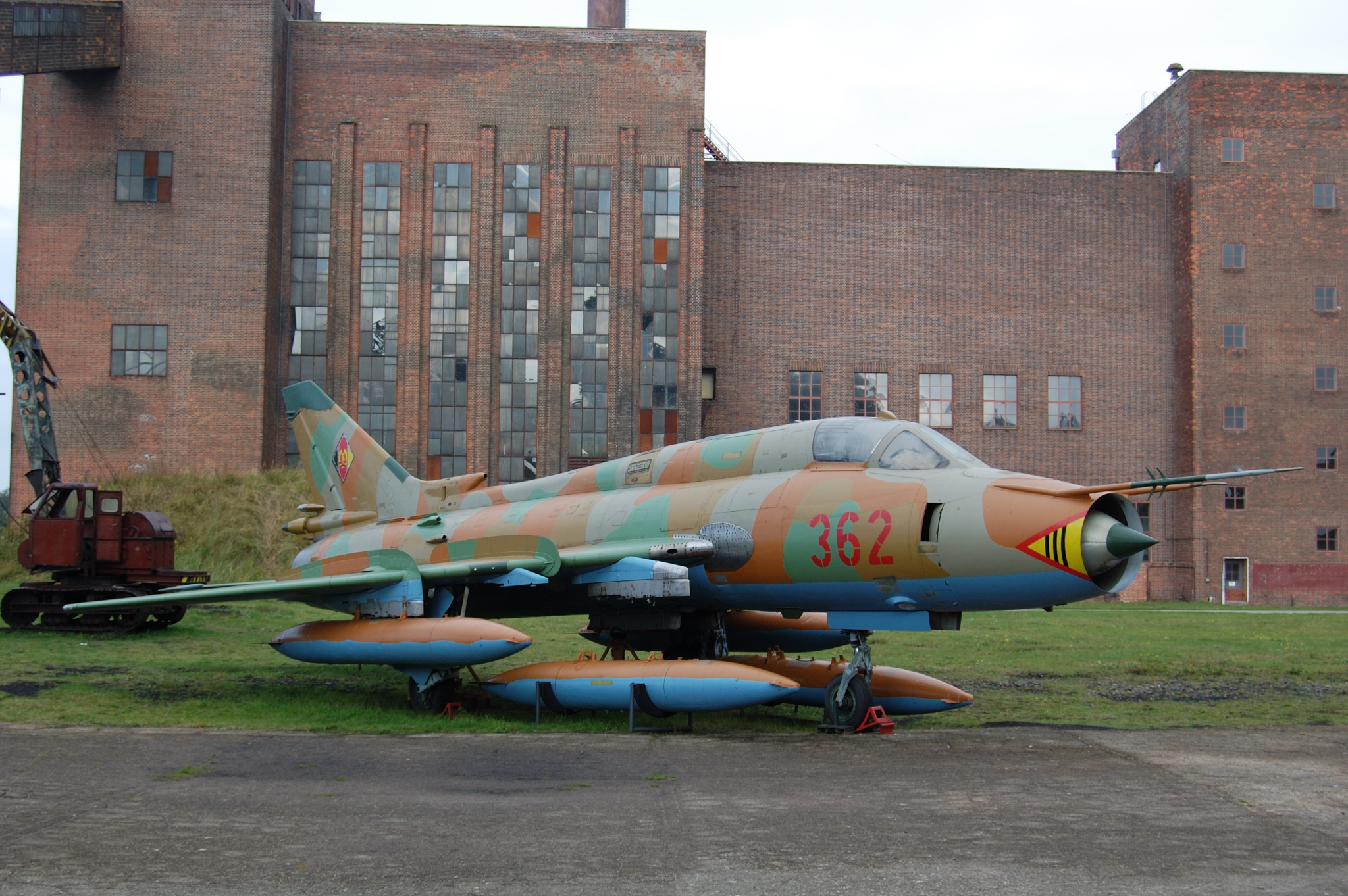
Un Sukhoi Su-22 del NVA expuesto en Peenemünde.

La Luftstreitkräfte/Luftverteidigung utilizó principalmente aeronaves soviéticas, incluidos los caza-bombarderos Sukhoi Su-22 y seis generaciones de cazas tácticos Mikoyan-Gurevich (MiG). El inventario también incluía helicópteros soviéticos junto con aviones de entrenamiento y otros ligeros fabricados en Checoslovaquia.
La Luftstreitkräfte/Luftverteidigung era única entre los países del Pacto de Varsovia, ya que estaba equipada con los más avanzados aviones soviéticos, en lugar de versiones antiguas. En conjunto con el 16.º Ejército Aéreo soviético (desplegado en Alemania Democrática), se esperaba que desempeñe un rol de primera línea en cualquier guerra posible con la OTAN. Como resultado de ello, estaba bajo supervisión soviética en mayor medida que los otros países del Pacto de Varsovia.
Después de la reunificación alemana en 1990, la Luftwaffe asumió el control de los equipos y parte del personal de la Luftstreitkräfte/Luftverteidigung. Muchos de los aviones militares de la Alemania Oriental se vendieron a otros países. Sin embargo, se mantuvieron los MiG-29, tanto en la defensa como ataque aéreo debido a su excelente capacidad. De hecho, el MiG-29G (después de su conversión de sistemas para hacerlos compatibles con los de la OTAN) fue el más sofisticado caza de superioridad aérea alemán hasta la aparición del EF2000.

### Equipamiento en 1989

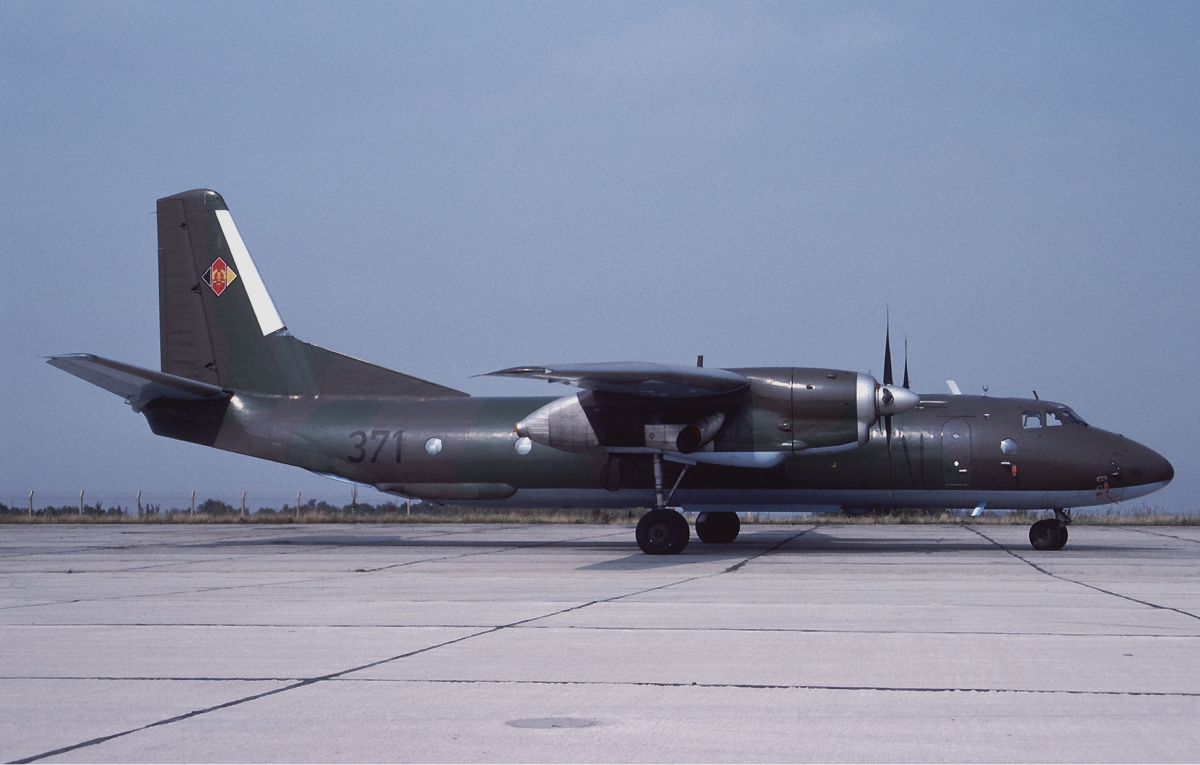
Antonov An-26T de la RDA en el aeropuerto de Dresde, en 1990.

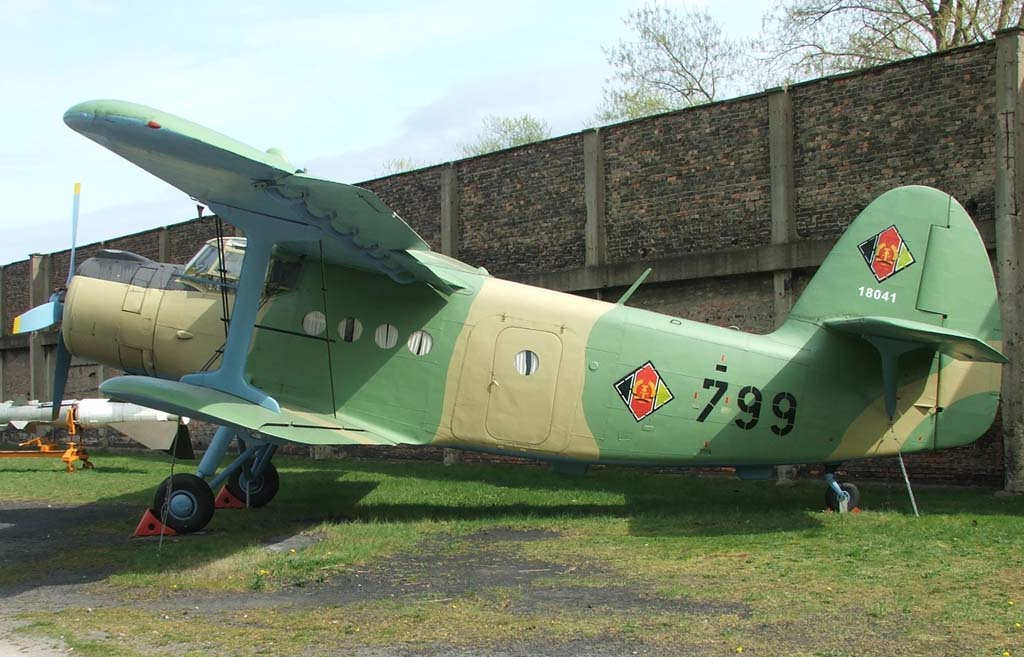
An-2 Colt con emblemas del NVA.

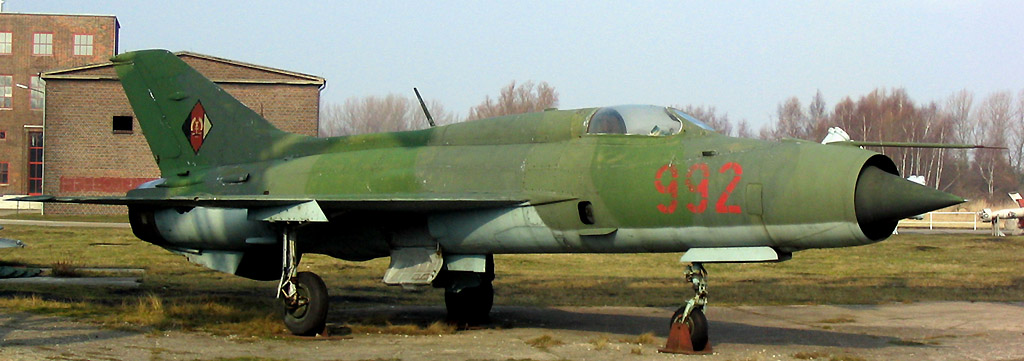
MiG-21PFM con emblemas del NVA.

| Categoría           | Equipamiento | País de origen          | Número | Empleo en la Luftwaffe | Notas                                                        |
| ------------------- | ------------ | ----------------------- | ------ | ---------------------- | ------------------------------------------------------------ |
| Cazas/entrenadores  | MiG-15       | Unión Soviética         |        |                        |                                                              |
| Cazas/entrenadores  | MiG-21       | Unión Soviética         | 251    |                        |                                                              |
| Cazas/entrenadores  | MiG-29       | Unión Soviética         | 24     | hasta 2004             | 22 fueron vendidos a Polonia                                 |
| Cazas/entrenadores  | MiG-23       | Unión Soviética         | 47     |                        |                                                              |
| Cazas/entrenadores  | MiG-23BN     | Unión Soviética         | 18     |                        |                                                              |
| Cazas/entrenadores  | Su-22        | Unión Soviética         | 54     |                        |                                                              |
|                     | L-39         | Checoslovaquia          | 52     |                        |                                                              |
| Transportes         | An-2         | Unión Soviética Polonia | 18     |                        |                                                              |
| Transportes         | An-26        | Unión Soviética         | 12     | hasta 1994             |                                                              |
| Transportes         | Il-62        | Unión Soviética         | 3      | hasta 1993             |                                                              |
| Transportes         | Tu-134       | Unión Soviética         | 3      | hasta 1992             |                                                              |
| Transportes         | Tu-154       | Unión Soviética         | 2      | hasta 1997             |                                                              |
| Transportes         | L-410        | Checoslovaquia          | 12     | hasta 2000             |                                                              |
| Transportes         | Z-43         | Checoslovaquia          | 12     |                        |                                                              |
| Helicópteros        | Mi-2         | Polonia                 | 25     |                        |                                                              |
| Helicópteros        | Mi-8         | Unión Soviética         | 98     | hasta 1997             |                                                              |
| Helicópteros        | Mi-24        | Unión Soviética         | 51     | hasta 1993             |                                                              |
| Helicópteros        | Mi-14        | Unión Soviética         | 14     |                        |                                                              |
| Misiles tierra-aire | S-75 Dvina   | Unión Soviética         | 48     |                        | SA-2 Guideline                                               |
| Misiles tierra-aire | S-75 Volchov | Unión Soviética         | 174    |                        | SA-2 Guideline                                               |
| Misiles tierra-aire | S-125 Neva   | Unión Soviética         | 40     |                        | SA-3 Goa                                                     |
| Misiles tierra-aire | S-200 Wega   | Unión Soviética         | 24     |                        | SA-5 Gammon                                                  |
| Misiles tierra-aire | S-300        | Unión Soviética         | 12     |                        | SA-10 Grumble; Volvieron a la Unión Soviética antes de 1989. |